# Критичний тиск

Фазова діаграма для води. В критичній точці обривається синя лінія

Крити́чний тиск — максимальний тиск, при якому може спостерігатися фазова границя між рідиною та газом. При тиску, вищому за критичний, різниця між газом і рідиною зникає, речовина займає весь об'єм посудини і не випаровується при жодній температурі.
Величина тиску в критичному стані системи, тобто тоді, коли співіснуючі рівноважні її фази стають однаковими за всіма своїми властивостями. Це мінімальний тиск, який достатній для того, щоб зрідити речовину при її критичній температурі. Вище від критичного тиску підвищення температури не викликає випаровування і появи двофазної системи.